# Urto elastico

Gli atomi in agitazione termica sono coinvolti in urti essenzialmente elastici.

In meccanica classica un urto elastico è un urto durante il quale si conserva l'energia meccanica totale del sistema, ed in particolare l'energia cinetica. Nel caso di corpi prossimi a velocità della luce un urto elastico è un urto nel quale si conserva il quadrivettore quantità di moto.

## Risoluzione di un problema d'urto elastico
In generale, nella risoluzione di un problema d'urto completamente elastico, si parte dalla conservazione della quantità di moto e dell'energia cinetica prima e dopo l'urto.
- La quantità di moto del sistema si conserva per definizione di urto: durante un urto, infatti, è possibile considerare il sistema isolato a causa delle forze impulsive che i corpi che interagiscono si scambiano, e quindi è possibile trascurare le altre forze in gioco (es. gravitazionale);

- Per definizione di urto elastico, si deve conservare l'energia meccanica totale del sistema. Considerato però che il sistema è isolato durante l'urto, i potenziali delle forze esterne si trascurano e rimane unicamente l'energia cinetica dei corpi.

Nel caso di urti monodimensionali tra due corpi, le equazioni sono 2 equazioni scalari, mentre nel caso di urti in un piano esse sono 3 (le due componenti della quantità di moto e l'energia). Per quanto riguarda urti nello spazio tridimensionale, per la maggior parte dei problemi è valida l'assunzione che l'urto si svolga in un piano, perciò con un opportuno cambio di coordinate è possibile ricondursi al caso precedente; altrimenti si hanno 4 relazioni scalari.
Per problemi unidimensionali il numero di equazioni permette di risolvere completamente il moto, trovando cioè le velocità dei due corpi dopo l'urto; per problemi nel piano con corpi estesi queste non sempre bastano, ed è possibile trovare una soluzione solo per alcuni casi notevoli con geometrie semplici, come per esempio un urto elastico tra due sfere, per i quali si possono usare altre relazioni quali, per esempio, simmetrie del sistema.

## Tipi diversi di urto nello spazio

### Urto monodimensionale
Consideriamo due corpi approssimabili come punti materiali che urtino frontalmente. Mettiamoci in un sistema di riferimento S. 
Indichiamo con:
- {\displaystyle v_{1i}} la velocità iniziale del primo corpo
- {\displaystyle v_{2i}} la velocità iniziale del secondo corpo
- {\displaystyle v_{1f}} la velocità finale del primo corpo
- {\displaystyle v_{2f}} la velocità finale del secondo corpo
- {\displaystyle m_{1}} la massa del primo corpo
- {\displaystyle m_{2}} la massa del secondo corpo

Imponiamo la conservazione dell'energia cinetica K e della quantità di moto P: otteniamo il sistema:
{\displaystyle {\begin{cases}K_{i}=K_{f}\\P_{i}=P_{f}\end{cases}}}
cioè:
{\displaystyle {\begin{cases}{\frac {1}{2}}m_{1}v_{1i}^{2}+{\frac {1}{2}}m_{2}v_{2i}^{2}={\frac {1}{2}}m_{1}v_{1f}^{2}+{\frac {1}{2}}m_{2}v_{2f}^{2}\\m_{1}v_{1i}+m_{2}v_{2i}=m_{1}v_{1f}+m_{2}v_{2f}\end{cases}}}
Queste equazioni si risolvono facilmente raggruppando in ognuna di esse in un membro i termini con {\displaystyle m_{1}} e nell'altro membro i termini con {\displaystyle m_{2}}, dividendo la prima equazione per la seconda e ricordando che {\displaystyle (a+b)(a-b)=a^{2}-b^{2}}.
Infatti dividendo la prima equazione per {\displaystyle {\tfrac {1}{2}}} e tenendo conto della proposizione precedente:
{\displaystyle {\begin{cases}m_{1}v_{1i}^{2}-m_{1}v_{1f}^{2}=m_{2}v_{2f}^{2}-m_{2}v_{2i}^{2}\rightarrow m_{1}(v_{1i}-v_{1f})(v_{1i}+v_{1f})=m_{2}(v_{2f}-v_{2i})(v_{2f}+v_{2i})\\m_{1}(v_{1i}-v_{1f})=m_{2}(v_{2f}-v_{2i})\end{cases}}}
ovvero dividendo membro a membro:
{\displaystyle v_{1i}+v_{1f}=v_{2f}+v_{2i}}
Da qui basterà risolvere un semplice sistema lineare per trovare le nostre due velocità finali:
{\displaystyle {\begin{cases}v_{1i}+v_{1f}=v_{2f}+v_{2i}\\m_{1}v_{1i}+m_{2}v_{2i}=m_{1}v_{1f}+m_{2}v_{2f}\end{cases}}}
ovvero:
{\displaystyle {\begin{cases}v_{1f}={\frac {(m_{1}-m_{2})v_{1i}+2m_{2}v_{2i}}{m_{1}+m_{2}}}\\v_{2f}={\frac {(m_{2}-m_{1})v_{2i}+2m_{1}v_{1i}}{m_{1}+m_{2}}}\end{cases}}}

#### Moderatori per neutroni
Dalla soluzione appena trovata si vede nel caso di {\displaystyle v_{2i}=0} e di un elevato valore di {\displaystyle \ v_{1i}}, il valore di {\displaystyle v_{1f}} è piccolo se le masse sono approssimativamente uguali: colpendo un corpo con una particella molto più leggera non si modifica in maniera significativa la velocità, colpendolo con una particella di massa molto superiore, si induce la particella veloce a rimbalzare con velocità diminuita. Per questo motivo un moderatore (un mezzo che rallenta i neutroni veloci, trasformandoli in neutroni termici capaci di sostenere una reazione a catena) è costituito da un materiale formato da atomi con nuclei leggeri (con la proprietà aggiuntiva che non assorbano facilmente i neutroni): l'idrogeno, il più leggero, ha circa la stessa massa di un neutrone.

Urto elastico tra masse uguali

#### Velocità relative
Dato che durante gli urti il sistema è isolato, il centro di massa si muove di moto rettilineo uniforme, con velocità media ponderata <v>:
{\displaystyle \langle v\rangle ={\frac {m_{1}v_{1i}+m_{2}v_{2i}}{m_{1}+m_{2}}}={\frac {m_{1}v_{1f}+m_{2}v_{2f}}{m_{1}+m_{2}}}}
Di conseguenza abbiamo:
{\displaystyle m_{1}(v_{1i}-v_{1f})=m_{2}(v_{2f}-v_{2i})\qquad \qquad \mathbf {(*)} }
cioè:
{\displaystyle \Delta v_{2}=-{\frac {m_{1}}{m_{2}}}\Delta v_{1}}
Usando l'energia cinetica si può scrivere
{\displaystyle \ m_{1}(v_{1f}^{2}-v_{1i}^{2})=m_{2}(v_{2i}^{2}-v_{2f}^{2})}
{\displaystyle m_{1}(v_{1f}-v_{1i})(v_{1f}+v_{1i})=m_{2}(v_{2i}-v_{2f})(v_{2i}+v_{2f})}
Dividendo per la (*) otteniamo:
{\displaystyle \ v_{1f}+v_{1i}=v_{2i}+v_{2f}}
che si riscrive come
{\displaystyle v_{2i}-v_{1i}=-(v_{2f}-v_{1f})} o analogamente {\displaystyle \,v_{1i}-v_{2i}=-(v_{1f}-v_{2f})}
Da ciò notiamo che la velocità relativa di una particella rispetto all'altra è invertita dall'urto. Nel caso di particelle con masse differenti, la particella più pesante si muove lentamente verso il centro di massa, e rimbalza con la stessa bassa velocità, mentre la particella più leggera si muove rapidamente verso il centro di massa e dopo l'urto se ne allontana con eguale velocità.

Urto elastico di masse uguali in un sistema di riferimento non in quiete

#### Velocità nel sistema di riferimento del centro di massa

Urto elastico tra masse differenti

Si dimostra anche che rispetto al centro di massa entrambe le velocità appaiono invertite dopo l'urto. Infatti, nel sistema di riferimento del centro di massa si ha:
{\displaystyle {\begin{cases}K_{i}=K_{f}={\frac {1}{2}}m_{1}v_{1i}^{2}+{\frac {1}{2}}m_{2}v_{2i}^{2}={\frac {1}{2}}m_{1}v_{1f}^{2}+{\frac {1}{2}}m_{2}v_{2f}^{2}\\P_{i}=P_{f}=m_{1}v_{1i}+m_{2}v_{2i}=m_{1}v_{1f}+m_{2}v_{2f}=0\end{cases}}}
da cui:
{\displaystyle {\frac {(m_{2}v_{2i})^{2}}{2m_{1}}}+{\frac {(m_{2}v_{2i})^{2}}{2m_{2}}}={\frac {(m_{2}v_{2f})^{2}}{2m_{1}}}+{\frac {(m_{2}v_{2f})^{2}}{2m_{2}}}}
{\displaystyle \left({\frac {1}{m_{1}}}+{\frac {1}{m_{2}}}\right)(m_{2}v_{2i})^{2}=\left({\frac {1}{m_{1}}}+{\frac {1}{m_{2}}}\right)(m_{2}v_{2f})^{2}}
{\displaystyle v_{2i}^{2}=v_{2f}^{2}}
e analogamente:
{\displaystyle {\frac {(m_{1}v_{1i})^{2}}{2m_{1}}}+{\frac {(m_{1}v_{1i})^{2}}{2m_{2}}}={\frac {(m_{1}v_{1f})^{2}}{2m_{1}}}+{\frac {(m_{1}v_{1f})^{2}}{2m_{2}}}}
{\displaystyle \left({\frac {1}{m_{1}}}+{\frac {1}{m_{2}}}\right)(m_{1}v_{1i})^{2}=\left({\frac {1}{m_{1}}}+{\frac {1}{m_{2}}}\right)(m_{1}v_{1f})^{2}}
{\displaystyle v_{1i}^{2}=v_{1f}^{2}}
Per evitare di ricadere nel caso banale di assenza d'urto avevamo imposto {\displaystyle v_{1i}\neq v_{1f}}, che implica {\displaystyle v_{2i}\neq v_{2f}}. Perciò otteniamo:
{\displaystyle {\begin{cases}v_{1i}=-v_{1f}\,\\v_{2i}=-v_{2f}\end{cases}}}
CVD.

### Urto monodimensionale relativistico
La meccanica classica fornisce  una buona approssimazione quando tratta oggetti con dimensioni macroscopiche che si muovono a velocità molto minore della velocità della luce. Oltre i limiti classici, fornisce dei risultati erronei. La quantità di moto totale di due corpi che si urtano è dipendente dal sistema di riferimento. Le equazioni che governano gli urti nel caso relativistico discendono dalla conservazione del quadrimpulso, o quadrivettore quantità di moto (per approfondimenti sulle leggi della dinamica relativistiche vedi Teoria della relatività ristretta). Distinguendo tra parte temporale e spaziale abbiamo:
{\displaystyle {\begin{cases}P_{\alpha }=\gamma (v_{1i})m_{1}v_{1i}+\gamma (v_{2i})m_{2}v_{2i}=\gamma (v_{1f})m_{1}v_{1f}+\gamma (v_{2f})m_{2}v_{2f}\\P_{0}=\gamma (v_{1i})m_{1}c+\gamma (v_{2i})m_{2}c=\gamma (v_{1f})m_{1}c+\gamma (v_{2f})m_{2}c\end{cases}}}
dove {\displaystyle \gamma (v)={\frac {1}{\sqrt {1-{\frac {v^{2}}{c^{2}}}}}}} è il fattore di Lorentz.
La prima equazione rappresenta la conservazione della parte spaziale della quantità di moto {\displaystyle P_{\alpha }}, alla quale diventa formalmente identica utilizzando la massa relativistica, ora in disuso. Moltiplicando la seconda equazione per c riconosciamo invece la conservazione dell'energia relativistica {\displaystyle E=cP_{0}}. Possiamo quindi riscrivere il sistema come:
{\displaystyle \mathbf {(IV)} \qquad {\begin{cases}P_{i}=P_{f}\\E_{i}=E_{f}\end{cases}}}
In generale risolvere direttamente le equazioni sovrastanti è molto difficile dal momento che il grado dell'equazione è troppo elevato. Come per il caso classico, un aiuto può venire da un cambio di sistema di riferimento, avendo cura di comporre le velocità non con la composizione galileiana ma con il loro equivalente nella relatività ristretta. Un buon sistema di riferimento può essere, ad esempio, quello del centro di massa; avendo chiamato con v la velocità di trascinamento tra un sistema e l'altro, dalla regola di composizione delle velocità in relatività speciale le velocità prima dell'urto nel sistema di riferimento del centro di massa {\displaystyle v_{1i}'} e {\displaystyle v_{2i}'} sono:
{\displaystyle v_{1i}'={\frac {v_{1i}-v}{1-{\frac {v_{1i}v}{c^{2}}}}}}
{\displaystyle v_{2i}'={\frac {v_{2i}-v}{1-{\frac {v_{2i}v}{c^{2}}}}}}
{\displaystyle v_{1f}'=-v_{1i}'}
{\displaystyle v_{2f}'=-v_{2i}'}
da cui:
{\displaystyle v_{1f}={\frac {v_{1f}'+v}{1+{\frac {v_{1f}'v}{c^{2}}}}}}
{\displaystyle v_{2f}={\frac {v_{2f}'+v}{1+{\frac {v_{2f}'v}{c^{2}}}}}}
Quando {\displaystyle v_{1i}\ll c} e {\displaystyle v_{2i}\ll c},
{\displaystyle p\approx m_{1}u_{1}+m_{2}u_{2}}
{\displaystyle v\approx {\frac {m_{1}u_{1}+m_{2}u_{2}}{m_{1}+m_{2}}}}
{\displaystyle u_{1}'\approx u_{1}-v\approx {\frac {m_{1}u_{1}+m_{2}u_{1}-m_{1}u_{1}-m_{2}u_{2}}{m_{1}+m_{2}}}={\frac {m_{2}(u_{1}-u_{2})}{m_{1}+m_{2}}}}
{\displaystyle u_{2}'\approx {\frac {m_{1}(u_{2}-u_{1})}{m_{1}+m_{2}}}}
{\displaystyle v_{1}'\approx {\frac {m_{2}(u_{2}-u_{1})}{m_{1}+m_{2}}}}
{\displaystyle v_{2}'\approx {\frac {m_{1}(u_{1}-u_{2})}{m_{1}+m_{2}}}}
e perciò otteniamo:
{\displaystyle v_{1}\approx v_{1}'+v\approx {\frac {m_{2}u_{2}-m_{2}u_{1}+m_{1}u_{1}+m_{2}u_{2}}{m_{1}+m_{2}}}={\frac {u_{1}(m_{1}-m_{2})+2m_{2}u_{2}}{m_{1}+m_{2}}}}
{\displaystyle v_{2}\approx {\frac {u_{2}(m_{2}-m_{1})+2m_{1}u_{1}}{m_{1}+m_{2}}}}
I calcoli della meccanica classica risultano quindi corretti quando la velocità di entrambi i corpi è molto minore della velocità della luce (circa 3 x 108 m/s).

#### Esempio: urto tra particelle subatomiche
Un modo per schematizzare le interazioni tra particelle subatomiche è quello di considerare l'interazione come urto elastico. Supponiamo di avere due particelle entrambe di massa a riposo m, supposta nota, che si muovono l'una contro l'altra a velocità {\displaystyle v_{1}={\frac {c}{2}}} e {\displaystyle v_{2}=-{\frac {2c}{3}}}. Dopo l'urto si forma un'unica particella. Troviamo la massa M e la velocità vM di questa nuova particella. Le equazioni (IV) portano al sistema:
{\displaystyle {\begin{cases}\gamma (v_{1})mv_{1}+\gamma (v_{2})mv_{2}=\gamma (v_{M})Mv_{M}\\\gamma (v_{1})m+\gamma (v_{2})m=\gamma (v_{M})M\end{cases}}}
Ricaviamo i fattori γ delle due velocità iniziali:
{\displaystyle \gamma (v_{1})={\frac {1}{\sqrt {1-{\frac {v_{1}^{2}}{c^{2}}}}}}={\frac {1}{\sqrt {1-{\frac {c^{2}}{4c^{2}}}}}}={\frac {1}{\sqrt {\frac {3}{4}}}}={\frac {2{\sqrt {3}}}{3}}\approx 1.154}
{\displaystyle \gamma (v_{2})={\frac {1}{\sqrt {1-{\frac {v_{2}^{2}}{c^{2}}}}}}={\frac {1}{\sqrt {1-{\frac {4c^{2}}{9c^{2}}}}}}={\frac {1}{\sqrt {\frac {5}{9}}}}={\frac {3{\sqrt {5}}}{5}}\approx 1.342}
Dalla conservazione dell'energia ricaviamo M:
{\displaystyle M=m{\frac {{\frac {2{\sqrt {3}}}{3}}+{\frac {3{\sqrt {5}}}{5}}}{\gamma (v_{M})}}=m{\frac {9{\sqrt {5}}+10{\sqrt {3}}}{15\gamma (v_{M})}}}
Sostituiamo nell'altra equazione:
{\displaystyle \left({\frac {c}{2}}{\frac {2{\sqrt {3}}}{3}}m-{\frac {2c}{3}}{\frac {3{\sqrt {5}}}{5}}m\right)=m{\frac {9{\sqrt {5}}+10{\sqrt {3}}}{15}}v_{M}}
{\displaystyle v_{M}={\frac {5{\sqrt {3}}-6{\sqrt {5}}}{10{\sqrt {3}}+9{\sqrt {5}}}}c\approx -0.127c}
Nota vM sostituiamo nell'equazione per M, che risulta essere:
{\displaystyle M\approx 2.476m>2m}
Abbiamo scoperto che nell'interazione la massa della nuova particella non è uguale alla somma delle masse delle altre due, ma superiore. Infatti parte dell'energia dovuta alla velocità delle particelle si è tramutata in massa; come è noto, nella teoria della relatività la massa e l'energia sono intercambiabili (la celebre formula E=mc²): infatti durante le interazioni delle particelle subatomiche questi scambi si verificano continuamente.

#### Effetto Compton
Un'importante applicazione degli urti relativistici è l'effetto Compton, che collega l'angolo di deflessione di un fotone che interagisce con un'altra particella con la variazione di energia del fotone stesso, cioè della sua lunghezza d'onda. L'interazione è schematizzata come urto elastico, nel quale valgono le (IV). L'urto avviene sul piano, e la conservazione della quantità di moto implica la conservazione delle sue proiezioni lungo gli assi. Mettendo a sistema con la conservazione dell'energia, si ottiene:
{\displaystyle \Delta \lambda =\lambda _{0}(1-\cos \varphi )}
dove {\displaystyle \varphi } è l'angolo di deflessione del fotone e 
{\displaystyle \lambda _{0}={\frac {h}{mc}}}
è detta lunghezza d'onda di Compton.

### Urti bi- e tridimensionali

Animazione di un urto elastico tra due monete. Sono evidenziati i vettori delle quantità di moto

La legge di Newton (come la conservazione della quantità di moto) si applica alle componenti della velocità risolte lungo le comuni superfici normali dei corpi collidenti al punto di contatto. Nel caso di due sfere di uguale massa le componenti della velocità coinvolte saranno le componenti risolte lungo la linea congiungente i centri nell'istante dell'urto. Di conseguenza, le componenti della velocità perpendicolari a questa linea resteranno invariate durante l'urto.
Per risolvere un'equazione che coinvolge due corpi che collidono in un sistema bidimensionale, la velocità complessiva di ciascun corpo deve essere scomposta in due velocità ortogonali: una tangente alla superficie comune normale dei due corpi collidenti nel punto di contatto, l'altra lungo la linea di collisione. Siccome l'urto imprime forze solo lungo la linea di collisione, le velocità tangenti al punto di collisione non cambiano. Per calcolare le velocità lungo la linea d'urto si possono utilizzare le stesse equazioni di un urto monodimensionale. Le velocità finali possono essere calcolate dalle due nuove componenti e dipenderanno dal punto di collisione. Sono stati condotti degli studi sugli urti bidimensionali  per molti corpi nella struttura di un gas bidimensionale.
La quantità di moto di due corpi dipende dalle loro velocità effettive e masse, per cui non si può prevedere la quantità di moto di due corpi se le energie cinetiche dei due sono eguali.
Per le due monete in figura la componente che cambia si può trovare tramite il prodotto scalare della velocità con un versore che indica la direzione diretta dell'urto.